# آبي كوب
آبي كوب (بالإنجليزية: Abbie Cobb)‏ هي ممثلة أمريكية بدأت مسيرتها الفنية عام 2009.

## وصلات خارجية
- آبي كوب على موقع IMDb (الإنجليزية)
- آبي كوب على موقع ألو سيني (الفرنسية)
- آبي كوب على موقع أول موفي (الإنجليزية)
- آبي كوب على موقع قاعدة بيانات الفيلم (الإنجليزية)
- آبي كوب على موقع كينوبويسك (الروسية)